# Unrest (album)
Unrest je druhé studiové album britské experimentální rockové skupiny Henry Cow. Jeho nahrávání probíhalo od února do března 1974 v The Manor Studio a vyšlo v květnu téhož roku u vydavatelství Virgin Records. Bylo věnováno Robertu Wyattovi a Uli Treptemu.

## Seznam skladeb
| Pořadí         | Název                         | Autor          | Délka |
| -------------- | ----------------------------- | -------------- | ----- |
| 1.             | Bittern Storm over Ulm        | Fred Frith     | 2:44  |
| 2.             | Half Asleep/Half Awake        | John Greaves   | 7:39  |
| 3.             | Ruins                         | Frith          | 12:00 |
| 4.             | Solemn Music                  | Frith          | 1:09  |
| 5.             | Linguaphonie                  | Henry Cow      | 5:58  |
| 6.             | Upon Entering the Hotel Adlon | Henry Cow      | 2:56  |
| 7.             | Arcades                       | Henry Cow      | 1:50  |
| 8.             | Deluge                        | Henry Cow      | 5:52  |
| Celková délka: | Celková délka:                | Celková délka: | 40:08 |

## Obsazení
- Tim Hodgkinson – varhany, klavír, altsaxofon, klarinet
- Fred Frith – kytara, housle, xylofon, klavír
- John Greaves – baskytara, klavír, hlas
- Chris Cutler – bicí
- Lindsay Cooper – fagot, hoboj, zobcová flétna, hlas